# Neope plagiata
Neope plagiata är en fjärilsart som beskrevs av Talbot 1949. Neope plagiata ingår i släktet Neope och familjen praktfjärilar. Inga underarter finns listade i Catalogue of Life.